# Библиография Роберта Хайнлайна
Роберт Энсон Хайнлайн (7 июля 1907 года — 8 мая 1988 года) — американский писатель-фантаст, один из наиболее значимых и титулованных представителей жанра в англо-американской литературной традиции. Он получил 6 престижных наград «Хьюго» за романы, что является рекордом в данной номинации, был первым признан грандмастером «Небьюлы» и назывался по опросам читателей лучшим автором-фантастом всех времён.
Хайнлайн начал публиковать свои работы в научно-фантастических журналах с 1939 года, многие его ранние повести и рассказы относятся к циклу «История будущего», в основном произведения из этого цикла первоначально публиковались под настоящим именем автора и были его «визитной карточкой». Первое отдельное издание Хайнлайна — роман «Ракетный корабль „Галилей“» — вышло лишь в 1947 году. С «Галилея» началась также его серия романов для юношества, которые он писал каждый год и успешно продавал, что позволило Хайнлайну стать первым профессиональным писателем-фантастом США и жить лишь за счёт литературных гонораров. 
Однако к концу 50-х годов он покончил с этой серией и начал публиковать более зрелые произведения для взрослой аудитории, с этого времени и до конца 60-х он создал наиболее успешные свои романы: провокационный «Звёздный десант», раскрепощённый «Чужак в чужой стране» и либертарианскую «Луну — суровую хозяйку». Именно в 60-х, во времена начала «сексуальной революции», стиль и тематика работ Хайнлайна начали меняться, что заметно в первую очередь на «Чужаке», и этот творческий переворот не остался незамеченным критиками. Последние романы автора, изданные с начала 70-х годов, были встречены читателями и критиками прохладнее — творчество позднего Хайнлайна нередко обвиняют в многословности, запутанности сюжетов и чрезмерном акцентировании на теме секса.
Всего за свою карьеру Хайнлайн создал более 30 романов, около 60 повестей и рассказов, составил более десятка авторских сборников, написал множество публицистических и иных нехудожественных работ. По мотивам его произведений было снято несколько фильмов и сериальных эпизодов, но в целом удачных экранизаций не было, некоторые киноленты к тому же просто не сохранились. Часть его произведений впервые были изданы под псевдонимами, всего их известно пять: Энсон Макдональд, Лайл Монро, Калеб Сандерс, Джон Риверсайд и Саймон Йорк. В данном списке представлены все работы Хайнлайна, изданные под настоящим именем и псевдонимами, о факте публикации которых достоверно известно. Художественные произведения структурированы по серийной принадлежности и литературной форме, отдельно приводится список других работ, не подпадающих под общую классификацию.

## Серии

### Серия «История будущего»
Включает как романы, так и рассказы, в основном написанные на раннем этапе творчества. К этой серии примыкают несколько поздних романов, объединённых в довольно условном цикле «Мир как миф». В этих романах несоответствие «Истории будущего» реальной истории объясняется тем, что события происходят в разных временных линиях одной Мультивселенной. В 1966 была номинирована на премию «Хьюго» как лучшая серия за всё время (англ. Best All-Time Series).
| Год                               | Название | Оригинальное название                      | Издательство/журнал                     | Тип     | Комментарии |
| --------------------------------- | --- | ------------------------------------------ | --------------------------------------- | ------- | --- |
| История будущего / Future History | |                                            |                                         |         | |
| 1939                              | Линия жизни | Life-Line                                  | Astounding Science Fiction (авг.)       | рассказ | Дебютный рассказ Хайнлайна, купленный Джоном Кэмпбеллом за $70. В 1949 издана версия с откорректированными датами. |
| 1940                              | Да будет свет! | Let There Be Light                         | Super Science Stories (май)             | рассказ | Впервые был опубликован под псевдонимом автора Лайл Монро. Корректировался в 1950 и 1963. |
| 1940                              | Дороги должны катиться | The Roads Must Roll                        | Astounding Science Fiction (июнь)       | рассказ | Удостоен ретроспективной премии «Хьюго» за 1941 год в категории «Лучшая короткая повесть». |
| 1940                              | Взрыв всегда возможен | Blowups Happen                             | Astounding Science Fiction (сент.)      | рассказ | В 1946 издан переработанный вариант. |
| 2010                              | Экскурс | Excursus                                   | The Virginia Edition                    | рассказ | Написан в 1950 как вступление к повести «Человек, который продал Луну», но не был тогда принят издателем сборника малой прозы.                                                                                        |
| 1950                              | Человек, который продал Луну | The Man Who Sold the Moon                  | Shasta                                  | повесть | Удостоена ретроспективной премии «Хьюго» за 1951 год. |
| 1949                              | Далила и космический монтажник | Delilah and the Space Rigger               | The Blue Book Magazine (дек.)           | рассказ | |
| 1947                              | Космический извозчик | Space Jokey                                | The Saturday Evening Post (апр.)        | рассказ | |
| 1940                              | Реквием | Requiem                                    | Astounding Science Fiction (янв.)       | рассказ | Внесён в Зал Славы премии «Прометей» в 2003 году. |
| 1949                              | Долгая вахта | The Long Watch                             | American Legion Magazine (дек.)         | рассказ | В первом издании назывался «Rebellion on the Moon» и был значительно отредактирован, в дальнейшем в такой редакции не переиздавался. Впервые на русском языке опубликован в 1958 году в журнале «Знание — сила», № 3. |
| 1948                              | «Присаживайтесь, джентльмены!» | «Gentlemen, Be Seated!»                    | Argosy (май)                            | рассказ | |
| 1948                              | Тёмные ямы Луны | The Black Pits of Luna                     | The Saturday Evening Post (янв.)        | рассказ | |
| 1947                              | «Как здорово вернуться!» | «It’s Great to Be Back!»                   | The Saturday Evening Post (июль)        | рассказ | |
| 1941                              | «…А ещё мы выгуливаем собак» | «…We Also Walk Dogs»                       | Astounding Science Fiction (июль)       | рассказ | Под псевдонимом Энсон Макдональд. |
| 1948                              | Испытание космосом | Ordeal in Space                            | Town & Country                          | рассказ | |
| 1947                              | Зелёные холмы Земли | The Green Hills of Earth                   | The Saturday Evening Post (февр.)       | рассказ | |
| 1941                              | Логика империи | Logic of Empire                            | Astounding Science Fiction (март)       | повесть | |
| 1940                              | «Если это будет продолжаться…» | «If This Goes On—»                         | Astounding Science Fiction (февр.-март) | повесть | Расширенная и переработанная версия издана в 1953 году. В 2016 году отмечена ретроспективной премией «Хьюго» за 1941 год как лучшая повесть.                                                                          |
| 1940                              | Ковентри | Coventry                                   | Astounding Science Fiction (июль)       | повесть | В 1953 издан переписанный вариант. |
| 1939                              | Неудачник | Misfit                                     | Astounding Science Fiction (ноябрь)     | рассказ | В 1953 издан переписанный вариант. |
| 1953                              | Повесть о ненаписанных повестях | Concerning Stories Never Written: Poscript | Shasta                                  | эссе    | |
| 1941                              | Дети Мафусаила | Methuselah’s Children                      | Astounding Science Fiction (июль-сент.) | роман   | Переписан и расширен для первого отдельного издания 1958 года. Внесён в Зал Славы премии «Прометей» в 1997 году. |
| 1963                              | Пасынки Вселенной | Orphans of the Sky                         | Gollancz                                | роман   | Издание как единого романа двух ранних повестей: «Вселенная» и «Здравый смысл». |
| 1963                              | Составные части \| 1941 \| Вселенная \| Universe \| Astounding Science Fiction (май)[46] \| повесть \| Была поставлена радиоадаптация, транслировавшаяся 26 ноября 1950 в программе NBC Dimension X[47]. Отдельное издание повести в 1951 году. \| \| 1941 \| Здравый смысл \| Common Sense \| Astounding Science Fiction (окт.)[48] \| повесть \| \| |                                            |                                         |         | |
| Мир как миф / World as Myth       | |                                            |                                         |         | |
| 1973                              | Достаточно времени для любви, или Жизни Лазаруса Лонга | Time Enough For Love                       | G. P. Putnam’s Sons                     | роман   | Номинировался на премии «Небьюла» (1973), «Хьюго» и «Локус» (1974). Внесён в Зал Славы премии «Прометей» в 1998 году.                                                                                                 |
| 1979                              | Число Зверя | The Number of the Beast                    | Omni (окт.-ноябрь)                      | роман   | Полностью опубликован в отдельном издании в 1980 году. |
| 1985                              | Кот, проходящий сквозь стены | The Cat Who Walks Through Walls            | G. P. Putnam’s Sons                     | роман   | |
| 1987                              | Уплыть за закат | To Sail Beyond the Sunset                  | Ace/Putnam                              | роман   | |
| 1941                              | Вселенная | Universe                                   | Astounding Science Fiction (май)        | повесть | Была поставлена радиоадаптация, транслировавшаяся 26 ноября 1950 в программе NBC Dimension X. Отдельное издание повести в 1951 году.                                                                                  |
| 1941                              | Здравый смысл | Common Sense                               | Astounding Science Fiction (окт.)       | повесть | |

Под названием «История будущего» издательство «Эксмо» в 2002—2003 годах выпускало книжную серию, которая являлась скорее собранием сочинений Хайнлайна, а не только изданием данного цикла произведений. Полностью вся классическая серия в одном томе была издана на русском языке в серии «Гиганты фантастики» в 2014 году.

### Романы «для юношества»
Серия не связанных между собой романов, формально рассчитанных на юных читателей. Хайнлайн писал их в течение 12 лет по одному в год для издательства Charles Scribner's Sons. Роман «Звёздный десант» автор также предлагал редакции Scribner, однако там от него отказались, что ознаменовало конец сотрудничества автора с этим издательством. Некоторые рецензенты относят к подростковым романам «Марсианку Подкейн» из-за возраста главных героев, но сам Хайнлайн не считал его таковым.
| Год  | Название                             | Оригинальное название         | Издательство/журнал                     | На русском языке | Комментарии |
| ---- | ------------------------------------ | ----------------------------- | --------------------------------------- | ---------------- | --- |
| 1947 | Ракетный корабль «Галилей»           | Rocketship Galileo            | Charles Scribner’s Sons                 | 1992             | |
| 1948 | Космический кадет                    | Space Cadet                   | Charles Scribner’s Sons                 | 1992             | |
| 1949 | Красная планета                      | Red Planet                    | Charles Scribner’s Sons                 | 1992             | Первоначально издавался вариант с множеством редакторских изменений и сокращений, оригинальная работа Хайнлайна впервые была опубликована в 1990 году. Внесён в Зал Славы премии «Прометей» в 1996 году. |
| 1950 | Фермер в небе                        | Farmer in the Sky             | Boys’ Life (авг.-ноябрь)                | 1992             | В сокращённом журнальном варианте назывался «Satellite Scout». В 2001 году был награждён ретроспективной премией «Хьюго» за 1951 год.                                                                    |
| 1951 | Между планетами                      | Between Planets               | The Blue Book Magazine (сент.-окт.)     | 1991             | В журнальном варианте назывался «Planets in Combat». |
| 1952 | Космическое семейство Стоун          | The Rolling Stones            | Boys’ Life (сент.-дек.)                 | 1993             | В сокращённом журнальном варианте назывался «Tramp Space Ship». В британских изданиях назывался «Space Family Stone».                                                                                    |
| 1953 | Астронавт Джонс                      | Starman Jones                 | Charles Scribner’s Sons                 | 1992             | |
| 1954 | Звёздный зверь                       | The Star Beast                | Fantasy & Science Fiction (май-июль)    | 1991             | В сокращённом журнальном варианте назывался «Star Lummox». |
| 1955 | Тоннель в небе                       | Tunnel in the Sky             | Charles Scribner’s Sons                 | 1991             | |
| 1956 | Время для звёзд                      | Time for the Stars            | Charles Scribner’s Sons                 | 1993             | |
| 1957 | Гражданин Галактики                  | Citizen of the Galaxy         | Astounding Science Fiction (сент.-дек.) | 1987             | |
| 1958 | Имею скафандр — готов путешествовать | Have Space Suit — Will Travel | Fantasy & Science Fiction (авг.-окт.)   | 1990             | Номинировался на премию «Хьюго», 1959. В 1961 отмечен премией «Секвойя» как лучшая книга для детей. |

### Серия «Морин и Клифф»
Включает три рассказа без элементов фантастики, рассказывающих о приключениях юной Морин по прозвищу Падди. Идея написать серию рассказов, формально рассчитанных для девочек, появилась у Хайнлайна во время разговора с редактором Scribner Алисой Далглиш, которая посетовала, что ей хотелось бы, чтобы кто-нибудь писал рассказы для девочек. Позднее Хайнлайн использовал Падди как основу для Подкейн и некоторых других женских персонажей.
| Год  | Название         | Оригинальное название  | Издательство/журнал | Тип     | Комментарии                        |
| ---- | ---------------- | ---------------------- | ------------------- | ------- | ---------------------------------- |
| 1949 | Бедный папочка   | Poor Daddy             | Calling All Girls   | рассказ | Не переиздавался при жизни автора. |
| 1950 | Клифф и калории  | Cliff and the Calories | Senior Prom         | рассказ |                                    |
| 1992 | Доска объявлений | The Bulletin Board     | Tor                 | рассказ | Написан в 1951 году.               |

## Отдельные романы
| Год  | Название                         | Оригинальное название                   | Издательство/журнал                     | На русском языке | Комментарии |
| ---- | -------------------------------- | --------------------------------------- | --------------------------------------- | ---------------- | --- |
| 1942 | Там, за гранью                   | Beyond This Horizon                     | Astounding Science Fiction (апр.-май)   | 1994             | Под псевдонимом Энсон Макдональд. Отдельное издание без редактуры Кэмпбелла в 1948 году.                                  |
| 1951 | Кукловоды                        | The Puppet Masters                      | Galaxy Science Fiction (сент.-ноябрь)   | 1991             | Полная версия впервые издана в 1990 году. Полный русский перевод издан в 2018 году.                                       |
| 1956 | Двойник                          | Double Star                             | Astounding Science Fiction (февр.-апр.) | 1991             | Награждён премией «Хьюго», 1956.                                                                                          |
| 1956 | Дверь в лето                     | The Door into Summer                    | Fantasy & Science Fiction (окт.-дек.)   | 1990             | Отдельное издание в 1957 году.                                                                                            |
| 1959 | Звёздный десант                  | Starship Troopers                       | Fantasy & Science Fiction (окт.-ноябрь) | 1990             | Награждён премией «Хьюго», 1960. В сокращённой журнальной публикации назывался «Starship Soldier».                        |
| 1961 | Чужак в чужой стране             | Stranger in a Strange Land              | G. P. Putnam’s Sons                     | 1992             | Награждён: «Хьюго», 1962; Зал Славы премии «Прометей», 1987. Полная версия была издана в 1990 году.                       |
| 1963 | Дорога славы                     | Glory Road                              | Fantasy & Science Fiction (июль-сент.)  | 1992             | Номинировался на «Хьюго», 1964.                                                                                           |
| 1963 | Марсианка Подкейн                | Podkayne of Mars                        | If (ноябрь, янв., март)                 | 1992             | Оригинальный вариант концовки был издан в 1993 году.                                                                      |
| 1964 | Свободное владение Фарнхэма      | Farnham’s Freehold                      | If (июль, авг., окт.)                   | 1991             | В журнальном варианте был сокращён редактором на несколько тысяч слов.                                                    |
| 1966 | Луна — суровая хозяйка           | The Moon Is a Harsh Mistress            | If (дек.-апр.)                          | 1993             | Награждён: «Хьюго», 1967; Зал Славы премии «Прометей», 1983.                                                              |
| 1970 | Не убоюсь я зла                  | I Will Fear No Evil                     | Galaxy Science Fiction (июль-дек.)      | 1992             | Награждён японской премией Сэйун как лучший переводной роман в 1978.                                                      |
| 1982 | Фрайди                           | Friday                                  | Holt, Rinehart and Winston              | 1993             | Номинировался на премию «Хьюго», 1983. Иногда относят к «Истории будущего».                                               |
| 1984 | Иов, или Осмеяние справедливости | Job: A Comedy of Justice                | Ballantine Books/Del Rey Books          | 1994             | Награждён премией «Локус» как лучший фэнтезийный роман (1985). Номинировался на премии «Хьюго» (1985) и «Небьюла» (1984). |
| 2003 | Нам, живущим                     | For Us, The Living: A Comedy of Customs | Charles Scribner’s Sons                 | 2013             | Написан примерно в 1938-39 годах, однако не был опубликован при жизни автора, долгое время считался утерянным.            |
| 2006 | Переменная звезда                | Variable Star                           | Tor                                     | 2007             | Написан Спайдером Робинсоном на основе набросков Хайнлайна от 1955 года.                                                  |
| 2020 | Погоня за панкерой               | The Pursuit of the Pankera              | CAEZIK SF & Fantasy                     | 2022             | Восстановлен из черновиков романа «Число Зверя», первая треть текста в основном совпадает с ним.                          |

## Отдельные повести и рассказы
Многие повести и рассказы Хайнлайна, не относящиеся к «Истории будущего», впервые были опубликованы под псевдонимами по разным причинам. Например, Энсон Макдональд был придуман Джоном Кэмпбеллом, чтобы публиковать принятые рассказы в Astounding, сохраняя видимое разнообразие авторов, а под псевдонимом Лайл Монро Хайнлайн отдавал в другие журналы «второсортные» рассказы, отвергнутые Кэмпбеллом.
| Год  | Название                                 | Оригинальное название                      | Журнал/сборник                                     | Тип          | Комментарии |
| ---- | ---------------------------------------- | ------------------------------------------ | -------------------------------------------------- | ------------ | --- |
| 1940 | Успешная операция                        | Successful Operation                       | Futuria Fantasia                                   | микрорассказ | Под псевдонимом Лайл Монро. Название при первой публикации: «Heil!».                                                                                          |
| 1940 | Магия, Inc.                              | Magic, Inc.                                | Unknown Fantasy Fiction (сент.)                    | повесть      | В журнальной публикации называлась «The Devil Makes the Law».                                                                                                 |
| 1941 | «…И построил он себе скрюченный домишко» | „—And He Built a Crooked House“            | Astounding Science Fiction (февр.)                 | рассказ      | Первое произведение Хайнлайна, переведённое на русский язык — в журнале «Техника — молодежи» в феврале-марте 1944 года под названием «Дом четырёх измерений». |
| 1941 | Шестая колонна                           | Sixth Column                               | Astounding Science Fiction (янв.-март)             | повесть      | Под псевдонимом Энсон Макдональд. Отдельное издание расширенной версии в 1949. Также издавалась с названием «The Day After Tomorrow».                         |
| 1941 | Они                                      | They                                       | Astounding Science Fiction (апр.)                  | рассказ      | |
| 1941 | Вне всяких сомнений                      | Beyond Doubt                               | Astonishing Stories (апр.)                         | рассказ      | Под псевдонимом Лайл Монро, соавтор — Элма Венц |
| 1941 | Никудышное решение                       | Solution Unsatisfactory                    | Astounding Science Fiction (май)                   | рассказ      | Под псевдонимом Энсон Макдональд. |
| 1941 | Иноздесь                                 | Elsewhen                                   | Astounding Science Fiction (сент.)                 | рассказ      | Под псевдонимом Калеб Сандерс. В первой журнальной публикации назывался «Elsewhere».                                                                          |
| 1941 | По собственным следам                    | By His Bootstraps                          | Astounding Science Fiction (окт.)                  | рассказ      | Под псевдонимом Энсон Макдональд. |
| 1941 | Утраченное наследие                      | Lost Legacy                                | Super Science Stories (ноябрь)                     | повесть      | Под псевдонимом Лайл Монро. |
| 1942 | «Цель высшая моя»                        | „My Object All Sublime“                    | Future Combined with Science Fiction (февр.)       | рассказ      | Под псевдонимом Лайл Монро. Написан в 1939, не переиздавался при жизни автора.                                                                                |
| 1942 | Аквариум с золотыми рыбками              | Goldfish Bowl                              | Astounding Science Fiction (март)                  | рассказ      | Под псевдонимом Энсон Макдональд. |
| 1942 | Крысолов                                 | Pied Piper                                 | Astonishing Stories (март)                         | рассказ      | Под псевдонимом Лайл Монро. Написан в 1939, не переиздавался при жизни автора.                                                                                |
| 1942 | Уолдо                                    | Waldo                                      | Astounding Science Fiction (авг.)                  | повесть      | Под псевдонимом Энсон Макдональд. В 1950 издана обновлённая версия.                                                                                           |
| 1942 | Неприятная профессия Джонатана Хога      | The Unpleasant Profession of Jonathan Hoag | Unknown Worlds (окт.)                              | повесть      | Под псевдонимом Джон Риверсайд. |
| 1947 | Колумб был остолопом                     | Columbus Was a Dope                        | Startling Stories (май)                            | микрорассказ | Под псевдонимом Лайл Монро. |
| 1947 | Что вытворяют с зеркалами                | They Do It With Mirrors                    | Popular Detective (май)                            | рассказ      | Детективный рассказ, впервые изданный под псевдонимом Саймон Йорк. В 1980 году в сборнике «Расширенная Вселенная» опубликован черновой вариант рассказа.      |
| 1947 | Джерри — человек                         | Jerry Was a Man                            | Thrilling Wonder Stories (окт.)                    | повесть      | |
| 1947 | Вода предназначается для купания         | Water Is for Washing                       | Argosy (ноябрь)                                    | рассказ      | В опубликованную версию не вошли два последних абзаца. |
| 1949 | Наш прекрасный город                     | Our Fair City                              | Weird Tales (янв.)                                 | рассказ      | |
| 1949 | На Луне ничего не случается              | Nothing Ever Happens on the Moon           | Boys' Life (апр.)                                  | рассказ      | |
| 1949 | Бездна                                   | Gulf                                       | Astounding Science Fiction (ноябрь-дек.)           | повесть      | Иногда относят к «Истории будущего». |
| 1950 | Пункт назначения – Луна                  | Destination Moon                           | Short Stories Magazine                             | рассказ      | Адаптация сюжета фильма, основанного на романе «Ракетный корабль „Галилей“».                                                                                  |
| 1952 | Год окончания игры                       | The Year of the Jackpot                    | Galaxy Science Fiction (март)                      | повесть      | В 1959 опубликована исправленная версия. |
| 1953 | Операция «Кошмар»                        | Project Nightmare                          | Amazing Stories (апр.)                             | рассказ      | |
| 1953 | Тяжесть небес                            | Sky Lift                                   | Imagination (ноябрь)                               | рассказ      | Иногда относят к «Истории будущего». |
| 1957 | Угроза с Земли                           | The Menace from Earth                      | The Magazine of Fantasy and Science Fiction (авг.) | рассказ      | Иногда относят к «Истории будущего». |
| 1957 | Человек, который торговал слонами        | The Man Who Traveled in Elephants          | Saturn (окт.)                                      | рассказ      | Написан в 1948, в первых изданиях носил название «The Elephant Circuit».                                                                                      |
| 1958 | Новичок в Космосе                        | Tenderfoot in Space                        | Boys’ Life (май-июль)                              | рассказ      | В черновой версии назывался «Tenderfoot on Venus», для публикации был переименован и значительно сокращён. Не переиздавался при жизни автора.                 |
| 1959 | «Все вы зомби…»                          | „All You Zombies—“                         | The Magazine of Fantasy and Science Fiction (март) | рассказ      | В 1980 году номинировался на премию «Балрог». |
| 1962 | Прожектор                                | Searchlight                                | Scientific American (авг.)                         | микрорассказ | Иногда относят к «Истории будущего». |
| 1966 | Свободные люди                           | Free Men                                   | The Worlds of Robert A. Heinlein                   | рассказ      | Написан в 1947 году. |
| 1973 | Оркестр молчал, и флаги не взлетали      | No Bands Playing, No Flags Flying          | Vertex: The Magazine of Science Fiction (дек.)     | рассказ      | Написан в 1947 году. |
| 1980 | Её собственная ванная                    | A Bathroom of Her Own                      | Expanded Universe                                  | рассказ      | Написан в 1946 году. |
| 1980 | На склонах Везувия                       | On the Slopes of Vesuvius                  | Expanded Universe                                  | рассказ      | Написан в 1947 году. |
| 2007 | не переводился                           | Weekend Watch                              | Robert A. Heinlein Centennial Souvenir Book        | рассказ      | Написан в 1930 году для письменного конкурса на авианосце «Лексингтон».                                                                                       |
| 2010 | Выявленные дефекты                       | Complaint                                  | New Worlds to Conquer                              | микрорассказ | Другое название: Field Defects: Memo From a Cyborg. |

## Другие произведения
Кроме беллетристики, Хайнлайн написал множество публицистических статей, предисловий, рецензий и других нехудожественных работ. В начале 1950-х он вместе с кинопродюсером Джеком Сименом создал ряд сценариев для телеспектаклей, а также пробовал писать стихотворения. Многие подобные произведения, в том числе обширная переписка Хайнлайна, были издана уже посмертно благодаря его вдове Вирджинии и другим исследователям творческого наследия. Большинство работ данной категории не переводились и не издавались на русском языке.
| Год  | Название                                                                                              | Издательство/журнал                                   | Тип       | Комментарии |
| ---- | --- | ----------------------------------------------------- | --------- | --- |
| 1941 | Green Fire                                                                                            |                                                       | рецензия  | Обзор романа «Green Fire» Джона Тэйна. Под псевдонимом Лайл Монро. |
| 1942 | The Days of Creation                                                                                  | Astounding Science Fiction                            | рецензия  | Обзор научно-популярного произведения «The Days of Creation» Вилли Лея. |
| 1942 | Shells and Shooting                                                                                   | Astounding Science Fiction                            | рецензия  | Обзор научно-популярного произведения о стрелковом оружии «Shells and Shooting» Вилли Лея. |
| 1944 | Rockets: A Prelude to Space Travel                                                                    | Astounding Science Fiction                            | рецензия  | Обзор научно-популярного произведения о перспективах ракетной техники «Rockets: A Prelude to Space Travel» Вилли Лея. |
| 1944 | Testing in Connection with the Development of Strong Plastics for Aircraft                            | Naval Air Materials Center                            | статья    | Техническая документация по испытаниям новых авиационных пластиков. |
| 1947 | Back of the Moon                                                                                      | The Elks Magazine                                     | эссе      | В полном объёме опубликована в 2011 году под названием «Man in the Moon». |
| 1947 | On the Writing of Speculative Fiction                                                                 | Fantasy Press                                         | эссе      | Вошла в антологию «Of Worlds Beyond», где собраны эссе писателей фантастов на тему, как и почему они пишут научную фантастику. |
| 1947 | Flight Into the Future                                                                                | Collier’s                                             | эссе      | Соавтор — Калеб Б. Лэнинг, однокурсник Хайнлайна по Военно-морской академии. |
| 1949 | Baedeker of the Solar System                                                                          | The Saturday Review of Literature                     | рецензия  | Обзор «The Conquest of Space» Вилли Лея и Чесли Боунстелла. |
| 1950 | Preface                                                                                               | Shasta                                                | статья    | Предисловие к «Истории будущего», написанное в 1949 году. В 1953 году также была опубликована практически идентичная статья с одним добавленным абзацем. |
| 1950 | Shooting «Destination Moon»                                                                           | Astounding Science Fiction                            | эссе      | |
| 1950 | The Historical Novel of the Future                                                                    |                                                       | эссе      | |
| 1950 | Article about writing                                                                                 | Writer’s Digest                                       | эссе      | |
| 1951 | Space Medicine: The Human Factor in Flights Beyond the Earth                                          | Denver Post                                           | рецензия  | |
| 1952 | Across the Space Frontier                                                                             | Colorado Springs Free Press                           | рецензия  | |
| 1952 | Tomorrow, the Stars                                                                                   | Doubleday                                             | антология | Хотя на титульном листе указан только Хайнлайн, на самом деле составлением антологии занималась целая группа редакторов: Джудит Меррил, Фредерик Пол, Трумэн Тэлли и Уолтер Брэдбери.                                                                            |
| 1952 | Introduction (Tomorrow, the Stars)                                                                    | Doubleday                                             | эссе      | Предисловие к антологии «Tomorrow, the Stars». |
| 1952 | Pandora’s Box                                                                                         | Galaxy Science Fiction                                | эссе      | Первоначальное название: «Where To?». Дополнялась в 1965 и 1980 годах, на русском издавалась последняя расширенная версия как «Ящик Пандоры». |
| 1952 | Ray Guns and Rocket Ships                                                                             | The School Library Association of California Bulletin | эссе      | |
| 1953 | Introduction (The Best from Startling Stories)                                                        | Henry Holt                                            | эссе      | Предисловие к антологии «The Best from Startling Stories». |
| 1956 | The Third Millennium Opens                                                                            | Amazing Stories                                       | эссе      | |
| 1958 | Who Are the Heirs of Patrick Henry?                                                                   | Colorado Springs Gazette Telegraph                    | эссе      | |
| 1959 | Science Fiction: Its Nature, Faults and Virtues                                                       | Advent Publishers                                     | эссе      | Сокращённая запись лекции от 08.02.1957. |
| 1960 | «Pravda» Means «Truth»                                                                                | The American Mercury                                  | эссе      | В русских переводах: «Pravda значит „правда“» (А. Волнов) и «„Правда-по-английски“ и „Правда-по-русски“» (А. Щербаков). |
| 1963 | All Aboard the Gemini                                                                                 | Popular Mechanics                                     | эссе      | Позднее переиздавалась как «Appointment in Space». |
| 1964 | Science Fiction: The World of «What If?»                                                              | World Book                                            | эссе      | |
| 1964 | The Happy Road to Science Fiction                                                                     | McClurg’s Book News                                   | эссе      | |
| 1973 | Discovery of the Future, Guest of Honor Speech, Third World Science Fiction Convention — Denver, 1941 | Vertex: The Magazine of Science Fiction               | эссе      | Речь Хайнлайна на WorldCon-41. |
| 1974 | Channel Markers                                                                                       | Analog Science Fiction                                | статья    | Лекция, прочитанная Хайнлайном в 1973 году в Аннаполисе. Полностью никогда не публиковалась, в русском переводе выходили некоторые отрывки под названием «Вехи». Сокращённая запись лекции также вошла в «Expanded Universe» как «The Pragmatics of Patriotism». |
| 1975 | A United States Citizen Thinks About Canada                                                           | Canada and the World                                  | эссе      | |
| 1975 | Paul Dirac, Antimatter, and You                                                                       | Compton Yearbook                                      | эссе      | Статья для Энциклопедии Комптона. |
| 1976 | Are You a Rare Blood?                                                                                 | Compton Yearbook                                      | эссе      | Статья для Энциклопедии Комптона. |
| 1978 | The Notebooks of Lazarus Long                                                                         | G. P. Putnam’s Sons                                   | афоризмы  | Опубликованные отдельно две главы из «Достаточно времени для любви» с афоризмами от главного героя романа. |
| 1979 | The L-5 Society                                                                                       | Ace Books                                             | эссе      | Статья про L5 Society для антологии Джерри Пурнелла. |
| 1980 | Spinoff                                                                                               | Omni                                                  | эссе      | Выступление на совместной сессии комитета Палаты представителей по проблемам старения и комитета по науке и технике от 19.08.1979. |
| 1980 | Give Me Liberty                                                                                       |                                                       | эссе      | В 1981 вошла в антологию «The Survival of Freedom». |
| 1980 | How to Be a Survivor: The Art of Staying Alive in the Atomic Age                                      | Ace Books                                             | эссе      | Статья написана в 1946 году. |
| 1980 | Inside Intourist                                                                                      | Grosset & Dunlap                                      | эссе      | Написана в 1960, дополнена в 1980. Переводилась на русский как «„Интурист“ изнутри». |
| 1980 | Larger Than Life: A Memoir in Tribute to Dr. Edward E. Smith                                          | Grosset & Dunlap                                      | эссе      | |
| 1980 | Pie from the Sky                                                                                      | Grosset & Dunlap                                      | эссе      | Написана в 1946 году. |
| 1980 | The Happy Days Ahead                                                                                  | Grosset & Dunlap                                      | эссе      | |
| 1980 | The Last Days of the United States                                                                    | Grosset & Dunlap                                      | эссе      | Написана в 1946 году. |
| 1982 | High Frontier                                                                                         | High Frontier: A New National Strategy                | эссе      | Сокращённый вариант использовался как предисловие для книги генерала Даниэля Грэма. В 1983 статья была издана в антологии «There Will Be War» как «The Good News of High Frontier».                                                                              |
| 1986 | Agape and Eros: The Art of Theodore Sturgeon                                                          | Donald I. Fine                                        | эссе      | Предисловие к роману Теодора Старджона «Godbody». |
| 1988 | This I Believe                                                                                        | Locus                                                 | эссе      | Радиовыступление от 01.12.1952. Запись позже вошла в «Grumbles from the Grave». |
| 1988 | Dance Session                                                                                         | Baen Books                                            | стих      | Написан в 1946 году. |
| 1988 | The Witch’s Daughters                                                                                 | Baen Books                                            | стих      | Написан в 1946 году. |
| 1989 | Grumbles from the Grave                                                                               | Del Rey / Ballantine                                  | письма    | Переписка Хайнлайна разных лет, отредактированная и прокомментированная его вдовой. Премия «Локус» как лучшая публицистика за 1990 год, номинация на «Хьюго» в том же году.                                                                                      |
| 1992 | Guest of Honor Speech at the XIXth World Science Fiction Convention — Seattle, 1961                   | Tor                                                   | эссе      | |
| 1992 | Guest of Honor Speech — Rio de Janiero Movie Festival, 1969                                           | Tor                                                   | эссе      | |
| 1992 | Guest of Honor Speech at the XXXIVth World Science Fiction Convention — Kansas City, 1976             | Tor                                                   | эссе      | |
| 1992 | Tramp Royale                                                                                          | Ace Books                                             | АБ        | История кругосветного путешествия Хайнлайна с женой Вирджинией, написана в 1954 году. |
| 1992 | Take Back Your Government!: A Practical Handbook for the Private Citizen Who Wants Democracy to Work  | Baen Books                                            | нехуд.    | Написано в 1946 году, первоначальное название: «How to Be a Politician». |
| 2007 | Atlantis                                                                                              | Nitrosyncretic Press                                  | стих      | Написан до 1929 года. |
| 2007 | The Last Adventure                                                                                    | Nitrosyncretic Press                                  | стих      | Написан до 1929 года. |
| 2007 | How to Write a Story                                                                                  | Nitrosyncretic Press                                  | эссе      | |
| 2007 | A Letter to the US Navy Urging Development of Rockets                                                 | Nitrosyncretic Press                                  | письмо    | |
| 2007 | If You Don't See It, Just Ask: A Preview for Playboys                                                 | Nitrosyncretic Press                                  | эссе      | Статья для журнала Playboy, написана в 1963, но не была тогда опубликована. |
| 2008 | «And He Built a Crooked House--»                                                                      | Subterranean Press                                    | сценарий  | |
| 2008 | «It’s Great to Be Back»                                                                               | Subterranean Press                                    | сценарий  | |
| 2008 | Life-Line                                                                                             | Subterranean Press                                    | сценарий  | |
| 2008 | Misfit                                                                                                | Subterranean Press                                    | сценарий  | |
| 2008 | Ordeal in Space                                                                                       | Subterranean Press                                    | сценарий  | |
| 2008 | Project Moonbase                                                                                      | Subterranean Press                                    | сценарий  | Первоначально назывался «Ring Around the Moon», однако позже по нему был снят фильм с названием «Project Moonbase». |
| 2008 | Requiem                                                                                               | Subterranean Press                                    | сценарий  | |
| 2008 | Delilah and the Space Rigger                                                                          | Subterranean Press                                    | сценарий  | |
| 2008 | Space Jockey                                                                                          | Subterranean Press                                    | сценарий  | |
| 2008 | The Black Pits of Luna                                                                                | Subterranean Press                                    | сценарий  | |
| 2008 | The Long Watch                                                                                        | Subterranean Press                                    | сценарий  | |
| 2008 | We Also Walk Dogs                                                                                     | Subterranean Press                                    | сценарий  | |
| 2008 | Home Sweet Home                                                                                       | Subterranean Press                                    | сценарий  | Не окончен. |
| 2008 | The Tourist                                                                                           | Subterranean Press                                    | сценарий  | Не окончен. |
| 2011 | Message to the Berkley Sales Staff Concerning «The Cat Who Walks Through Walls»                       | The Virginia Edition                                  | эссе      | Аудиозапись 1986 года. |
| 2011 | Foreword (Beyond Jupiter: The Worlds of the Grand Tour)                                               | Viking Press                                          | эссе      | Предисловие к книге Артура Кларка и Чесли Боунстелла 1972 года, не включённое в неё из-за изменения планов издательства. |
| 2011 | The Heinlein Letters: Volume I: Correspondence of John W. Campbell, Jr., and Robert A. Heinlein       | The Virginia Edition                                  | письма    | Переписка Хайнлайна с Джоном Кэмпбеллом. |
| 2011 | The Heinlein Letters: Volume II: General Correspondence of Robert Heinlein, Volume 1                  | The Virginia Edition                                  | письма    | Корреспонденция Хайнлайна с 16-летнего возраста до 60-х годов. |
| 2012 | The Heinlein Letters: Volume III: General Correspondence of Robert Heinlein, Volume 2                 | The Virginia Edition                                  | письма    | Корреспонденция Хайнлайна с конца 60-х годов и почти до самой смерти. |

## Сборники
Хайнлайн составил более десятка авторских сборников для их отдельного издания, состоящие из произведений малой прозы, которые ранее публиковались в журналах. В данный список включены авторские сборники, к составлению которых он имел непосредственное отношение, поэтому многочисленные издательские сборники на разных языках, омнибусы и посмертные издания здесь не отображены.
| Год  | Название                                                                         | Издательство        | Состав |
| ---- | -------------------------------------------------------------------------------- | ------------------- | --- |
| 1950 | Человек, который продал Луну / The Man Who Sold the Moon                         | Shasta              | Рассказы из «Истории будущего»: «Линия жизни», «Да будет свет!», «Дороги должны катиться», «Взрыв всегда возможен», «Человек, который продал Луну», «Реквием». |
| 1950 | «Уолдо» и «Магия Инкорпорейтед» / Waldo and Magic, Inc.                          | Doubleday           | Повести «Уолдо» и «Магия Инкорпорейтед». |
| 1951 | Зелёные холмы Земли / The Green Hills of Earth                                   | Shasta              | Рассказы из «Истории будущего»: «Далила и космический монтажник», «Космический извозчик», «Долгая вахта», «Присаживайтесь, джентльмены!», «Тёмные ямы Луны», «Как здорово вернуться!», «…А ещё мы выгуливаем собак», «Испытание космосом», «Зелёные холмы Земли», «Логика империи». |
| 1953 | Предназначение: вечность / Assignment in Eternity                                | Fantasy Press       | «Бездна», «Иноздесь», «Утраченное наследие», «Джерри — человек». |
| 1953 | Революция в 2100 году / Revolt in 2100                                           | Shasta              | Произведения из «Истории будущего»: «Если это будет продолжаться…», «Ковентри», «Неудачник», «Повесть о ненаписанных повестях». |
| 1959 | Угроза с Земли / The Menace from Earth                                           | Gnome Press         | «Год окончания игры», «По собственным следам», «Колумб был остолопом», «Угроза с Земли», «Тяжесть небес», «Аквариум с золотыми рыбками», «Операция „Кошмар“», «Вода предназначается для купания». |
| 1959 | Неприятная профессия Джонатана Хога / The Unpleasant Profession of Jonathan Hoag | Gnome Press         | «Неприятная профессия Джонатана Хога», «Человек, который торговал слонами», «Все вы зомби…», «Они», «Наш прекрасный город», «…И построил он себе скрюченный домишко». |
| 1966 | The Worlds of Robert A. Heinlein                                                 | Ace                 | «Ящик Пандоры», «Свободные люди», «Взрыв всегда возможен», «Прожектор», «Линия жизни», «Никудышное решение». |
| 1967 | The Past Through Tomorrow: Robert A. Heinlein's Future History Stories           | G. P. Putnam’s Sons | Практически полная «История будущего», включает состав сборников «Человек, который продал Луну» (без «Да будет свет!»), «Зелёные холмы Земли», «Революция в 2100 году», рассказы «Прожектор» и «Угроза с Земли», роман «Дети Мафусаила». |
| 1979 | Destination Moon                                                                 | Gregg Press         | «Destination Moon», «Shooting „Destination Moon“» и другие материалы по одноимённому фильму 1950 года. |
| 1980 | Расширенная Вселенная / Expanded Universe                                        | Grosset & Dunlap    | «Линия жизни», «Успешная операция», «Взрыв всегда возможен», «Никудышное решение», «Конец Соединенных Штатов», «Искусство выживания, или Как уцелеть в атомную эпоху», «Манна небесная», «Что вытворяют с зеркалами», «Свободные люди», «Оркестр молчал, и флаги не взлетали», «Её собственная ванная», «На склонах Везувия», «На Луне ничего не случается», «Ящик Пандоры», «Клифф и калории», «Лазерные пушки и ракетные корабли», «На пороге третьего тысячелетия», «Кто подхватит знамя Патрика Генри?», «Pravda значит „правда“», «Интурист изнутри», «Прожектор», «Польза патриотизма», «Поль Дирак, антиматерия и вы», «Больше чем жизнь», «Побочный продукт», «Светлое будущее». |

## Собрания сочинений
Полное собрание сочинений Хайнлайна впервые было опубликовано на английском языке в 2012 году. Независимое издательство Meisha Merlin Publishing в 2005 году анонсировало издание 46-томного полного собрания сочинений, известного как Virginia Edition. В собрание должны были войти все его фантастические и публицистические работы, а также личная переписка. В мае 2007 года вышли шесть томов, включающие романы «Не убоюсь я зла», «Достаточно времени для любви», «Звёздный десант», «Нам, живущим», «Дверь в лето» и «Двойная звезда». На этом издание прекратилось. Далее фонд Robert A. and Virginia Heinlein Prize Trust, владеющий всеми авторскими правами, образовал издательство Virginia Edition Publishing Company, и к 2009 году выпустил 21 том полного собрания сочинений. Были перепечатаны 6 томов предыдущего собрания сочинений, выпущен «Чужак в чужой стране» в полной версии, а также романы из серии Scribner’s Juveniles. Отдельными томами не распространяется, покупатель обязан подписаться на весь комплект. В июне 2012 года подписчики получили весь 46-томный комплект, включая два тома киносценариев.
Было предпринято несколько попыток издать полное собрание фантастических произведений Хайнлайна на русском языке:
- «Миры Роберта Хайнлайна», выпущенные в Риге издательством «Полярис» в 25 томах (1992—1994). Составителями указаны В. Е. Быстров (1—13 тома) и А. Новиков (22—25 тома), а главным редактором был А. Л. Захаренков. Каждый том имел внутренние чёрно-белые иллюстрации на шмуцтитулах к каждому роману, а несколько томов (2, 3, 4, 6 и 16) имели по две вклейки с цветными иллюстрациями; цветная иллюстрация помещалась также на форзаце и нахзаце каждого тома (за исключением 1). Серия позиционировалась как подписная, все тома в ней были пронумерованы на корешках[242];
- В 1993—1994 годах издательством Terra Fantastica (Санкт-Петербург) было анонсировано 16-томное полное собрание сочинений Хайнлайна, в которое должны были войти все его произведения, написанные в 1939—1973 годах (в перспективе планировались дополнительные тома). Состав томов формировался Андреем Чертковым по хронологически-сериальному признаку, причём сборники повестей и рассказов входят в собрание в виде оригинальных авторских сборников. Все произведения проходили сверку с оригиналом и дополнительную редактуру при необходимости. Ответственным редактором был писатель, библиофил и энциклопедист Александр Етоев. Над новыми переводами трудились А. Корженевский, А. Щербаков, А. Тюрин, С. Логинов, Ян Юа, М. Пчелинцев и другие. В каждом томе имеются предисловие и подробные комментарии Андрея Балабухи — фактически это был первый опыт издания собрания сочинений зарубежного писателя-фантаста с подобными комментариями. Оформлением серии занимался А. Белокрылов, а тексты в книгах проиллюстрированы Яной Ашмариной. Из-за финансовых затруднений в 1993 году увидели свет только 5 томов (1, 2, 7, 9, 14). Некоторые материалы были переданы фирме «Полярис» и использованы в «Мирах Роберта Хайнлайна»[243];
- Концепция этого издания была использована в 2000-е годы издательством «Эксмо» при выпуске новых собраний сочинений Хайнлайна в сериях «История будущего» и «Отцы-основатели. Весь Хайнлайн»[56][244].

Ни одно из русскоязычных собраний сочинений не включало в себя все фантастические произведения автора, а тем более практически отсутствовала публицистика и переписка. Среди пропущенных работ — посмертно изданный роман «Нам, живущим» и несколько рассказов, которые и в оригинале не переиздавались при жизни Хайнлайна.

## Варианты переводов названий
1. ↑  Варианты перевода: «Нить жизни».
2. ↑  Варианты перевода: «Человек, продавший Луну».
3. ↑  Варианты перевода: «Вынужденная отсидка».
4. ↑  Варианты перевода: «Чёрные ямы Луны».
5. ↑  Варианты перевода: «Боязнь высоты», «Страх высоты», «Испытание высотой».
6. ↑  Варианты перевода: «Один в поле».
7. ↑  Варианты перевода: «Кот, который ходил сквозь стены: Комедия нравов».
8. ↑  Варианты перевода: «Уплыть за закат: Жизнь и любови Морин Джонсон (мемуары одной беспутной леди)».
9. ↑  Варианты перевода: «Ракетный корабль „Галилео“», «Корабль „Галилей“».
10. ↑  Варианты перевода: «Космический патруль».
11. ↑  Варианты перевода: «Небесный фермер».
12. ↑  Варианты перевода: «Среди планет».
13. ↑  Варианты перевода: «Беспокойные Стоуны».
14. ↑  Варианты перевода: «Астронавт Джоунз».
15. ↑  Варианты перевода: «Звёздное чудовище».
16. ↑  Варианты перевода: «Туннель в небо», «Туннель в небе».
17. ↑  Варианты перевода: «Время звёзд».
18. ↑  Варианты перевода: «Будет скафандр, будут и путешествия», «Есть скафандр — готов путешествовать».
19. ↑  Варианты перевода: «Повелители марионеток», «Хозяева марионеток».
20. ↑  Варианты перевода: «Дублёр», «Мастер перевоплощений», «Двойная звезда», «Звёздный двойник».
21. ↑  Варианты перевода: «Звёздные рейнджеры», «Звёздная пехота», «Космический десант», «Солдаты космоса».
22. ↑  Варианты перевода: «Чужой в чужой земле», «Пришелец в земле чужой», «Чужак в стране чужой», «Чужак в чужом краю», «Чужой в стране чужих».
23. ↑  Варианты перевода: «Дорога доблести».
24. ↑  Варианты перевода: «Луна жёстко стелет», «Восставшая Луна», «Луна — суровая госпожа».
25. ↑  Варианты перевода: «Пройдя долиной смертной тени».
26. ↑  Варианты перевода: «Пятница, которая убивает», «Меня зовут Фрайди».
27. ↑  Варианты перевода: «Монополия нечистой силы», «Магия, Инкорпорейтед», «Магия инкорпорейтед», «Магия, Инк.», «Корпорация „Магия“».
28. ↑  Варианты перевода: «Дом, который построил Тил», «Дом четырёх измерений», «И построил он дом…».
29. ↑  Варианты перевода: «Однажды», «Где-нибудь, когда-нибудь», «Когда-то там», «Иное время».
30. ↑  Варианты перевода: «По пятам», «По замкнутому кругу».
31. ↑  Варианты перевода: «Аквариум для золотых рыбок», «Стеклянный шар с золотой рыбкой», «Аквариум».
32. ↑  Варианты перевода: «Неприятная профессия Джонатана Хоуга», «Странная история мистера Джонатана Хога».
33. ↑  Варианты перевода: «Колумбу не сиделось дома», «Лопух был ваш Колумб…».
34. ↑  Варианты перевода: «На Луне без происшествий».
35. ↑  Варианты перевода: «Скачок в вечность».
36. ↑  Варианты перевода: «Год невезения», «Год, когда был сорван банк», «Год резонанса».
37. ↑  Варианты перевода: «Проект „Кошмар“».
38. ↑  Варианты перевода: «Лифт в небеса», «Лифт на небеса», «Небесный лифт», «Спасательная экспедиция».
39. ↑  Варианты перевода: «Странник в поисках слонов», «Человек, который путешествовал слонами».
40. ↑  Варианты перевода: «Все вы — зомби…», «Уроборос».
41. ↑  Варианты перевода: «На ощупь».

### Сноски
1. ↑  Все литературные премии Роберта Хайнлайна. «Лаборатория фантастики». Дата обращения: 23 июня 2013. Архивировано 10 июня 2013 года.
2. ↑  Robert A. Heinlein - Award Bibliography (англ.). ISFDB. Дата обращения: 23 июня 2013. Архивировано 24 июня 2013 года.
3. ↑  Robert A. Heinlein (англ.). Encyclopedia Britannica. Дата обращения: 23 июня 2013. Архивировано 24 июня 2013 года.
4. ↑  Андрей Балабуха. Адмирал звёздных морей. Дата обращения: 23 июня 2013. Архивировано 13 июня 2012 года.
5. ↑  Андрей Ермолаев. Главный миф о Хайнлайне. «FANтастика» (август 2007). Дата обращения: 23 июня 2013. Архивировано 8 июня 2013 года.
6. ↑  Dave Langford. Vulgarity and Nullity. Robert A. Heinlein "The Number of the Beast" (англ.). Arena SF (12 января 1981). Дата обращения: 5 апреля 2013. Архивировано 18 апреля 2013 года.
7. ↑  Д.С. Блейк. Неприятная исповедь хайнологиста // Пасынки Вселенной. Звездный десант. — М.: Эксмо, СПб.: Terra Fantastica, 2003. — С. 484—487. — ISBN 5-699-04470-1.
8. ↑  С. Малбегер. Кукловод // Пасынки Вселенной. Звездный десант. — М.: Эксмо, СПб.: Terra Fantastica, 2003. — С. 488—492. — ISBN 5-699-04470-1.
9. ↑  Павел Гремлёв. Видеодром: Вспомнить всё. Экранизации Роберта Хайнлайна. «Мир фантастики» (апрель 2010). Дата обращения: 23 июня 2013. Архивировано 16 мая 2013 года.
10. ↑  История будущего. «Лаборатория фантастики». Дата обращения: 29 ноября 2013. Архивировано 3 декабря 2013 года.
11. ↑  William H. Patterson, Jr. FUTURES, HISTORIES (англ.). Baen Ebooks. Дата обращения: 29 ноября 2013. Архивировано 5 ноября 2015 года.
12. ↑  1966 Hugo Awards (англ.). The Hugo Awards. Дата обращения: 29 ноября 2013. Архивировано 16 мая 2019 года.
13. ↑  Все издания Роберта Хайнлайна (Robert Heinlein). «Лаборатория фантастики». Дата обращения: 26 ноября 2013. Архивировано 2 декабря 2013 года.
14. ↑  Life-Line (англ.). ISFDB. Дата обращения: 24 мая 2013. Архивировано 24 мая 2013 года.
15. ↑  Patterson, 2010, And the next.
16. ↑  Let There Be Light (англ.). ISFDB. Дата обращения: 24 мая 2013. Архивировано 24 мая 2013 года.
17. ↑  Да будет свет! Лаборатория фантастики. Дата обращения: 16 января 2013. Архивировано 20 октября 2012 года.
18. ↑  The Roads Must Roll (англ.). ISFDB. Дата обращения: 24 мая 2013. Архивировано 24 мая 2013 года.
19. 1 2  1941 Retro-Hugo Awards (англ.). World Science Fiction Society. Дата обращения: 16 ноября 2016. Архивировано 3 января 2016 года.
20. ↑  Blowups Happen (англ.). ISFDB. Дата обращения: 24 мая 2013. Архивировано 24 мая 2013 года.
21. 1 2 3 4  Reader's List of Published Works.
22. ↑  Excursus (англ.). ISFDB. Дата обращения: 13 мая 2020. Архивировано 18 января 2022 года.
23. ↑  The Man Who Sold the Moon (англ.). ISFDB. Дата обращения: 24 мая 2013. Архивировано 24 мая 2013 года.
24. ↑  Ретроспективная Hugo Award 1951. Лаборатория фантастики. Дата обращения: 16 января 2013. Архивировано 20 августа 2012 года.
25. ↑  Delilah and the Space Rigger (англ.). ISFDB. Дата обращения: 24 мая 2013. Архивировано 24 мая 2013 года.
26. ↑  Space Jokey (англ.). ISFDB. Дата обращения: 24 мая 2013. Архивировано 24 мая 2013 года.
27. ↑  Requiem (англ.). ISFDB. Дата обращения: 24 мая 2013. Архивировано 24 мая 2013 года.
28. 1 2 3 4 5 6  Премия "Прометей". Лаборатория фантастики. Дата обращения: 16 января 2013. Архивировано 21 августа 2017 года.
29. ↑  The Long Watch (англ.). ISFDB. Дата обращения: 24 мая 2013. Архивировано 24 мая 2013 года.
30. ↑  Долгая вахта. Лаборатория фантастики. Дата обращения: 16 января 2013. Архивировано 7 июня 2013 года.
31. ↑  Gentlemen, Be Seated! (англ.). ISFDB. Дата обращения: 24 мая 2013. Архивировано 24 мая 2013 года.
32. ↑  The Black Pits of Luna (англ.). ISFDB. Дата обращения: 24 мая 2013. Архивировано 24 мая 2013 года.
33. ↑  It’s Great to Be Back! (англ.). ISFDB. Дата обращения: 24 мая 2013. Архивировано 24 мая 2013 года.
34. ↑  …We Also Walk Dogs (англ.). ISFDB. Дата обращения: 24 мая 2013. Архивировано 24 мая 2013 года.
35. ↑  Astounding Science-Fiction, July 1941 (англ.). ISFDB. Дата обращения: 22 марта 2013. Архивировано 5 апреля 2013 года.
36. ↑  Ordeal in Space (англ.). ISFDB. Дата обращения: 24 мая 2013. Архивировано 24 мая 2013 года.
37. ↑  The Green Hills of Earth (англ.). ISFDB. Дата обращения: 24 мая 2013. Архивировано 24 мая 2013 года.
38. ↑  Logic of Empire (англ.). ISFDB. Дата обращения: 24 мая 2013. Архивировано 24 мая 2013 года.
39. ↑  If This Goes On— (англ.). ISFDB. Дата обращения: 24 мая 2013. Архивировано 24 мая 2013 года.
40. ↑  Bill Patterson. A Study of “IF THIS GOES ON—” (англ.). The Heinlein Journal (7 января 2000). Дата обращения: 3 апреля 2013. Архивировано 5 апреля 2013 года.
41. ↑  Coventry (англ.). ISFDB. Дата обращения: 24 мая 2013. Архивировано 24 мая 2013 года.
42. ↑  Misfit (англ.). ISFDB. Дата обращения: 24 мая 2013. Архивировано 24 мая 2013 года.
43. ↑  Concerning Stories Never Written: Poscript (англ.). ISFDB. Дата обращения: 24 мая 2013. Архивировано 24 мая 2013 года.
44. ↑  Methuselah's Children (англ.). ISFDB. Дата обращения: 22 марта 2013. Архивировано 5 апреля 2013 года.
45. ↑  Orphans of the Sky (англ.). ISFDB. Дата обращения: 24 мая 2013. Архивировано 24 мая 2013 года.
46. ↑  Universe (англ.). ISFDB. Дата обращения: 19 октября 2014. Архивировано 11 ноября 2012 года.
47. ↑  Dimension X Singles (англ.). Internet Archive. Дата обращения: 19 октября 2014.
48. ↑  Common Sense (англ.). ISFDB. Дата обращения: 19 октября 2014. Архивировано 11 ноября 2012 года.
49. ↑  Роберт Хайнлайн «Лазарус Лонг». «Лаборатория фантастики». Дата обращения: 6 декабря 2013. Архивировано 30 октября 2013 года.
50. ↑  Time Enough For Love (англ.). ISFDB. Дата обращения: 24 мая 2013. Архивировано 24 мая 2013 года.
51. ↑  1973 Award Winners & Nominees (англ.). Worlds Without End. Дата обращения: 22 марта 2013. Архивировано 24 июля 2017 года.
52. ↑  1974 Award Winners & Nominees (англ.). Worlds Without End. Дата обращения: 22 марта 2013. Архивировано 28 февраля 2021 года.
53. ↑  The Number of the Beast (англ.). ISFDB. Дата обращения: 24 мая 2013. Архивировано 24 мая 2013 года.
54. ↑  The Cat Who Walks Through Walls (англ.). ISFDB. Дата обращения: 24 мая 2013. Архивировано 24 мая 2013 года.
55. ↑  To Sail Beyond the Sunset (англ.). ISFDB. Дата обращения: 24 мая 2013. Архивировано 24 мая 2013 года.
56. 1 2  Книжная серия «История будущего». «Лаборатория фантастики». Дата обращения: 12 июня 2013. Архивировано 5 августа 2013 года.
57. ↑  История Будущего. Лаборатория фантастики. Дата обращения: 19 октября 2014. Архивировано 19 сентября 2014 года.
58. ↑  James Gifford. The Nature of “Federal Service” in Robert A. Heinlein’s Starship Troopers (англ.). Дата обращения: 29 декабря 2012. Архивировано 5 января 2013 года.
59. ↑  Panshin, 1969, The Period of Alienation.
60. ↑  William H. Patterson, Jr. Robert Heinlein—A biographical sketch // The Heinlein Journal. — 1999. — Т. 1999, № 5. — С. 7—36. Также доступен на Robert A. Heinlein, a Biographical Sketch.  (англ.) Проверено 19 июля 2012
61. ↑  Grumbles, 1990, 10.03.1962, p. 86.
62. ↑  Rocket Ship Galileo (англ.). ISFDB. Дата обращения: 23 апреля 2013. Архивировано 30 апреля 2013 года.
63. ↑  Space Cadet (англ.). ISFDB. Дата обращения: 23 апреля 2013. Архивировано 30 апреля 2013 года.
64. ↑  Red Planet (англ.). ISFDB. Дата обращения: 23 апреля 2013. Архивировано 30 апреля 2013 года.
65. ↑  by Jane Davitt. Red Planet - Blue Pencil (англ.). Heinlein society. — 2001. Дата обращения: 29 декабря 2012. Архивировано 5 января 2013 года.
66. ↑  Farmer in the Sky (англ.). ISFDB. Дата обращения: 23 апреля 2013. Архивировано 30 апреля 2013 года.
67. ↑  1951 Retro Hugo Awards (англ.). The Hugo Avards. Дата обращения: 16 ноября 2012. Архивировано 20 ноября 2012 года.
68. ↑  Between Planets (англ.). ISFDB. Дата обращения: 23 апреля 2013. Архивировано 30 апреля 2013 года.
69. ↑  The Rolling Stones (англ.). ISFDB. Дата обращения: 23 апреля 2013. Архивировано 30 апреля 2013 года.
70. ↑  Starman Jones (англ.). ISFDB. Дата обращения: 23 апреля 2013. Архивировано 30 апреля 2013 года.
71. ↑  The Star Beast (англ.). ISFDB. Дата обращения: 23 апреля 2013. Архивировано 30 апреля 2013 года.
72. ↑  Tunnel in the Sky (англ.). ISFDB. Дата обращения: 23 апреля 2013. Архивировано 30 апреля 2013 года.
73. ↑  Time for the Stars (англ.). ISFDB. Дата обращения: 23 апреля 2013. Архивировано 30 апреля 2013 года.
74. ↑  Citizen of the Galaxy (англ.). ISFDB. Дата обращения: 23 апреля 2013. Архивировано 30 апреля 2013 года.
75. ↑  Have Space Suit — Will Travel (англ.). ISFDB. Дата обращения: 23 апреля 2013. Архивировано 30 апреля 2013 года.
76. ↑  1959 Award Winners & Nominees (англ.). Worlds Without End. Дата обращения: 16 июня 2013. Архивировано 18 мая 2013 года.
77. ↑  Children's Sequoyah Winners (англ.). Oklahoma Library Association. Дата обращения: 21 августа 2020. Архивировано 6 мая 2014 года.
78. ↑  Expanded Universe, 1980, p. 354.
79. 1 2 3 4 5 6 7 8 9 10 11  Heinlein’s Works (англ.). The Heinlein Prize. Дата обращения: 18 апреля 2013. Архивировано 20 апреля 2013 года.
80. ↑  The Bulletin Board (англ.). ISFDB. Дата обращения: 18 апреля 2013. Архивировано 20 апреля 2013 года.
81. ↑  The Bulletin Board. «Лаборатория фантастики». Дата обращения: 17 апреля 2013. Архивировано 9 июня 2013 года.
82. ↑  Beyond This Horizon (англ.). ISFDB. Дата обращения: 10 июня 2013. Архивировано 10 июня 2013 года.
83. ↑  The Puppet Masters (англ.). ISFDB. Дата обращения: 10 июня 2013. Архивировано 10 июня 2013 года.
84. ↑  Double Star (англ.). ISFDB. Дата обращения: 10 июня 2013. Архивировано 10 июня 2013 года.
85. ↑  1956 Award Winners & Nominees (англ.). Worlds Without End. Дата обращения: 16 июня 2013. Архивировано 2 декабря 2013 года.
86. ↑  The Door into Summer (англ.). ISFDB. Дата обращения: 10 июня 2013. Архивировано 10 июня 2013 года.
87. ↑  Starship Troopers (англ.). ISFDB. Дата обращения: 10 июня 2013. Архивировано 10 июня 2013 года.
88. ↑  1960 Award Winners & Nominees (англ.). Worlds Without End. Дата обращения: 16 июня 2013. Архивировано 30 июля 2012 года.
89. ↑  Stranger in a Strange Land (англ.). ISFDB. Дата обращения: 10 июня 2013. Архивировано 10 июня 2013 года.
90. ↑  1962 Award Winners & Nominees (англ.). Worlds Without End. Дата обращения: 16 июня 2013. Архивировано 3 июня 2013 года.
91. ↑  Glory Road (англ.). ISFDB. Дата обращения: 10 июня 2013. Архивировано 10 июня 2013 года.
92. ↑  1964 Award Winners & Nominees (англ.). Worlds Without End. Дата обращения: 16 июня 2013. Архивировано 3 декабря 2013 года.
93. ↑  Podkayne of Mars (англ.). ISFDB. Дата обращения: 10 июня 2013. Архивировано 10 июня 2013 года.
94. ↑  Publication Listing: Podkayne of Mars (англ.). ISFDB. Дата обращения: 16 ноября 2012. Архивировано 20 ноября 2012 года.
95. ↑  Farnham’s Freehold (англ.). ISFDB. Дата обращения: 10 июня 2013. Архивировано 10 июня 2013 года.
96. ↑  Фредерик Пол. Working with Robert A. Heinlein, Part 2 (англ.) (10 мая 2010). Дата обращения: 8 апреля 2013. Архивировано 7 октября 2012 года.
97. ↑  The Moon Is a Harsh Mistres (англ.). ISFDB. Дата обращения: 10 июня 2013. Архивировано 10 июня 2013 года.
98. ↑  1967 Award Winners & Nominees (англ.). Worlds Without End. Дата обращения: 16 июня 2013. Архивировано 2 июня 2013 года.
99. ↑  I Will Fear No Evil (англ.). ISFDB. Дата обращения: 10 июня 2013. Архивировано 10 июня 2013 года.
100. ↑  星雲賞リスト (яп.). Дата обращения: 18 августа 2018. Архивировано 10 октября 2018 года.
101. ↑  Friday (англ.). ISFDB. Дата обращения: 10 июня 2013. Архивировано 10 июня 2013 года.
102. ↑  1983 Award Winners & Nominees (англ.). Worlds Without End. Дата обращения: 16 июня 2013. Архивировано 5 июня 2013 года.
103. 1 2 3 4 5  Роберт Хайнлайн «Дополнительная история будущего». Лаборатория фантастики. Дата обращения: 6 декабря 2013. Архивировано 30 октября 2013 года.
104. ↑  Job: A Comedy of Justice (англ.). ISFDB. Дата обращения: 10 июня 2013. Архивировано 10 июня 2013 года.
105. ↑  1985 Award Winners & Nominees (англ.). Worlds Without End. Дата обращения: 16 июня 2013. Архивировано 25 мая 2013 года.
106. ↑  1984 Award Winners & Nominees (англ.). Worlds Without End. Дата обращения: 16 июня 2013. Архивировано 29 октября 2013 года.
107. ↑  For Us, The Living: A Comedy of Customs (англ.). ISFDB. Дата обращения: 10 июня 2013. Архивировано 10 июня 2013 года.
108. ↑  Роберт Джеймс. Чистая победа // Нам, живущим. — М.: Эксмо, 2013. — С. 358—382. — ISBN 978-5-699-62983-1.
109. ↑  Variable Star (англ.). ISFDB. Дата обращения: 10 июня 2013. Архивировано 10 июня 2013 года.
110. ↑  Переменная звезда. Лаборатория фантастики. Дата обращения: 14 декабря 2013. Архивировано 7 декабря 2013 года.
111. ↑  The Pursuit of the Pankera (англ.). ISFDB. Дата обращения: 25 марта 2020. Архивировано 18 января 2022 года.
112. ↑  Heinlein (англ.). Arc Manor Books. Дата обращения: 25 марта 2020. Архивировано 22 октября 2019 года.
113. ↑  James Gifford. The Robert A. Heinlein Frequently Asked Questions List (англ.). wegrokit.com (11 декабря 1997). Дата обращения: 24 мая 2013. Архивировано 24 мая 2013 года.
114. ↑  Futuria Fantasia, Summer 1940 (англ.). ISFDB. Дата обращения: 6 декабря 2013. Архивировано 20 апреля 2013 года.
115. ↑  Successful Operation (англ.). ISFDB. Дата обращения: 9 апреля 2013. Архивировано 20 апреля 2013 года.
116. ↑  Magic, Inc. (англ.). ISFDB. Дата обращения: 9 апреля 2013. Архивировано 20 апреля 2013 года.
117. ↑  —And He Built a Crooked House (англ.). ISFDB. Дата обращения: 9 апреля 2013. Архивировано 20 апреля 2013 года.
118. ↑  …И построил он себе скрюченный домишко (англ.). «Лаборатория фантастики». Дата обращения: 9 апреля 2013. Архивировано 7 июня 2013 года.
119. ↑  Sixth Column (англ.). ISFDB. Дата обращения: 9 апреля 2013. Архивировано 20 апреля 2013 года.
120. ↑  They (англ.). ISFDB. Дата обращения: 9 апреля 2013. Архивировано 20 апреля 2013 года.
121. ↑  Beyond Doubt (англ.). ISFDB. Дата обращения: 9 апреля 2013. Архивировано 20 апреля 2013 года.
122. ↑  Patterson, 2010, Party and shadow party.
123. ↑  Solution Unsatisfactory (англ.). ISFDB. Дата обращения: 9 апреля 2013. Архивировано 20 апреля 2013 года.
124. ↑  Elsewhen (англ.). ISFDB. Дата обращения: 9 апреля 2013. Архивировано 20 апреля 2013 года.
125. ↑  By His Bootstraps (англ.). ISFDB. Дата обращения: 9 апреля 2013. Архивировано 20 апреля 2013 года.
126. ↑  Lost Legacy (англ.). ISFDB. Дата обращения: 9 апреля 2013. Архивировано 20 апреля 2013 года.
127. ↑  My Object All Sublime (англ.). ISFDB. Дата обращения: 9 апреля 2013. Архивировано 20 апреля 2013 года.
128. ↑  Goldfish Bowl (англ.). ISFDB. Дата обращения: 9 апреля 2013. Архивировано 20 апреля 2013 года.
129. ↑  Pied Piper (англ.). ISFDB. Дата обращения: 9 апреля 2013. Архивировано 20 апреля 2013 года.
130. ↑  Waldo (англ.). ISFDB. Дата обращения: 9 апреля 2013. Архивировано 18 апреля 2013 года.
131. ↑  The Unpleasant Profession of Jonathan Hoag (англ.). ISFDB. Дата обращения: 9 апреля 2013. Архивировано 18 апреля 2013 года.
132. ↑  Columbus Was a Dope (англ.). ISFDB. Дата обращения: 9 апреля 2013. Архивировано 18 апреля 2013 года.
133. ↑  They Do It With Mirrors (англ.). ISFDB. Дата обращения: 9 апреля 2013. Архивировано 18 апреля 2013 года.
134. 1 2 3 4 5 6 7 8 9 10 11  Gifford, 2000, The New Heinlein Opus List.
135. ↑  Jerry Was a Man (англ.). ISFDB. Дата обращения: 9 апреля 2013. Архивировано 18 апреля 2013 года.
136. ↑  Water Is for Washing (англ.). ISFDB. Дата обращения: 9 апреля 2013. Архивировано 18 апреля 2013 года.
137. ↑  Our Fair City (англ.). ISFDB. Дата обращения: 9 апреля 2013. Архивировано 18 апреля 2013 года.
138. ↑  Nothing Ever Happens on the Moon (англ.). ISFDB. Дата обращения: 9 апреля 2013. Архивировано 18 апреля 2013 года.
139. ↑  Gulf (англ.). ISFDB. Дата обращения: 9 апреля 2013. Архивировано 18 апреля 2013 года.
140. ↑  Destination Moon (англ.). ISFDB. Дата обращения: 9 апреля 2013. Архивировано 18 апреля 2013 года.
141. ↑  The Year of the Jackpot (англ.). ISFDB. Дата обращения: 9 апреля 2013. Архивировано 18 апреля 2013 года.
142. ↑  Project Nightmare (англ.). ISFDB. Дата обращения: 11 апреля 2013. Архивировано 18 апреля 2013 года.
143. ↑  Sky Lift (англ.). ISFDB. Дата обращения: 11 апреля 2013. Архивировано 18 апреля 2013 года.
144. ↑  The Menace from Earth (англ.). ISFDB. Дата обращения: 11 апреля 2013. Архивировано 18 апреля 2013 года.
145. ↑  The Man Who Traveled in Elephants (англ.). ISFDB. Дата обращения: 11 апреля 2013. Архивировано 18 апреля 2013 года.
146. ↑  Tenderfoot in Space (англ.). ISFDB. Дата обращения: 11 апреля 2013. Архивировано 18 апреля 2013 года.
147. ↑  All You Zombies– (англ.). ISFDB. Дата обращения: 11 апреля 2013. Архивировано 18 апреля 2013 года.
148. ↑  Balrog Nominees List (англ.). Locus Magazine. Дата обращения: 11 апреля 2013. Архивировано 18 апреля 2013 года.
149. ↑  Searchlight (англ.). ISFDB. Дата обращения: 10 июня 2013. Архивировано 10 июня 2013 года.
150. ↑  Free Men (англ.). ISFDB. Дата обращения: 11 апреля 2013. Архивировано 18 апреля 2013 года.
151. ↑  Свободные люди. «Лаборатория фантастики». Дата обращения: 11 апреля 2013. Архивировано 8 июня 2013 года.
152. ↑  No Bands Playing, No Flags Flying (англ.). ISFDB. Дата обращения: 11 апреля 2013. Архивировано 18 апреля 2013 года.
153. ↑  Оркестр молчал, и флаги не взлетали. «Лаборатория фантастики». Дата обращения: 11 апреля 2013. Архивировано 8 июня 2013 года.
154. ↑  A Bathroom of Her Own (англ.). ISFDB. Дата обращения: 11 апреля 2013. Архивировано 18 апреля 2013 года.
155. ↑  Её собственная ванная. «Лаборатория фантастики». Дата обращения: 11 апреля 2013. Архивировано 7 июня 2013 года.
156. ↑  On the Slopes of Vesuvius (англ.). ISFDB. Дата обращения: 11 апреля 2013. Архивировано 18 апреля 2013 года.
157. ↑  На склонах Везувия. «Лаборатория фантастики». Дата обращения: 11 апреля 2013. Архивировано 8 июня 2013 года.
158. 1 2 3 4 5 6  Heinlein Centennial Souvenir Book (англ.). Nitrosyncretic Press. Дата обращения: 7 июня 2013. Архивировано 8 июня 2013 года.
159. ↑  The Nonfiction of Robert Heinlein: Volume I (англ.). ISFDB. Дата обращения: 7 июня 2013. Архивировано 8 июня 2013 года.
160. ↑  Complaint (англ.). ISFDB. Дата обращения: 11 апреля 2013. Архивировано 18 апреля 2013 года.
161. ↑  Field Defects: Memo From a Cyborg (англ.). ISFDB. Дата обращения: 4 марта 2021. Архивировано 18 января 2022 года.
162. ↑  Джон Скальци. Introduction to Project Moonbase and Others (англ.). Subterranean press magazine (2008). Дата обращения: 17 июня 2013. Архивировано 17 июня 2013 года.
163. ↑  The Days of Creation (англ.). ISFDB. Дата обращения: 17 июня 2013. Архивировано 18 июня 2013 года.
164. ↑  Shells and Shooting (англ.). ISFDB. Дата обращения: 17 июня 2013. Архивировано 18 июня 2013 года.
165. ↑  Rockets: A Prelude to Space Travel (англ.). ISFDB. Дата обращения: 17 июня 2013. Архивировано 18 июня 2013 года.
166. ↑  Heribert E. Secering. Robert A. Heinlein's non-fiction works (англ.). Дата обращения: 4 июня 2013. Архивировано 4 июня 2013 года.
167. ↑  Man in the Moon (англ.). ISFDB. Дата обращения: 28 мая 2013. Архивировано 28 мая 2013 года.
168. ↑  On the Writing of Speculative Fiction (англ.). ISFDB. Дата обращения: 28 мая 2013. Архивировано 28 мая 2013 года.
169. ↑  Flight Into the Future (англ.). ISFDB. Дата обращения: 28 мая 2013. Архивировано 28 мая 2013 года.
170. ↑  The Conquest of Space (англ.). ISFDB. Дата обращения: 28 мая 2013. Архивировано 28 мая 2013 года.
171. ↑  Preface (The Man Who Sold the Moon) (англ.). ISFDB. Дата обращения: 28 мая 2013. Архивировано 28 мая 2013 года.
172. ↑  Роберт Хайнлайн «Средисловие». «Лаборатория фантастики». Дата обращения: 28 мая 2013. Архивировано 7 июня 2013 года.
173. ↑  Shooting "Destination Moon" (англ.). ISFDB. Дата обращения: 30 мая 2013. Архивировано 30 мая 2013 года.
174. ↑  Space Medicine: The Human Factor in Flights Beyond the Earth (англ.). ISFDB. Дата обращения: 17 июня 2013. Архивировано 18 июня 2013 года.
175. ↑  Across the Space Frontier (англ.). ISFDB. Дата обращения: 17 июня 2013. Архивировано 18 июня 2013 года.
176. ↑  Tomorrow, the Stars (англ.). ISFDB. Дата обращения: 6 июня 2013. Архивировано 6 июня 2013 года.
177. ↑  Bill Patterson. Re: Heinlein travelogue (now with YASID) (англ.). Группы Google. Дата обращения: 6 июня 2013.
178. ↑  Роберт Хайнлайн, Фредерик Пол, Джудит Меррил «Tomorrow, the Stars». «Лаборатория фантастики». Дата обращения: 6 июня 2013. Архивировано 7 июня 2013 года.
179. ↑  Introduction (Tomorrow, the Stars) (англ.). ISFDB. Дата обращения: 30 мая 2013. Архивировано 30 мая 2013 года.
180. ↑  Where To? (англ.). ISFDB. Дата обращения: 30 мая 2013. Архивировано 30 мая 2013 года.
181. ↑  Роберт Хайнлайн «Ящик Пандоры». «Лаборатория фантастики». Дата обращения: 30 мая 2013. Архивировано 8 июня 2013 года.
182. ↑  Ray Guns and Rocket Ships (англ.). ISFDB. Дата обращения: 30 мая 2013. Архивировано 30 мая 2013 года.
183. ↑  Introduction (The Best from Startling Stories) (англ.). ISFDB. Дата обращения: 30 мая 2013. Архивировано 30 мая 2013 года.
184. ↑  As I See Tomorrow . . . The Third Millenium Opens (англ.). ISFDB. Дата обращения: 30 мая 2013. Архивировано 30 мая 2013 года.
185. ↑  Who Are the Heirs of Patrick Henry? (англ.). ISFDB. Дата обращения: 30 мая 2013. Архивировано 30 мая 2013 года.
186. ↑  Science Fiction: Its Nature, Faults and Virtues (англ.). ISFDB. Дата обращения: 30 мая 2013. Архивировано 30 мая 2013 года.
187. ↑  "Pravda" Means "Truth" (англ.). ISFDB. Дата обращения: 30 мая 2013. Архивировано 30 мая 2013 года.
188. ↑  Appointment in Space (англ.). ISFDB. Дата обращения: 30 мая 2013. Архивировано 30 мая 2013 года.
189. ↑  Discovery of the Future (GoH Speech, Third WorldCon, Denver, 1941) (англ.). ISFDB. Дата обращения: 28 мая 2013. Архивировано 28 мая 2013 года.
190. ↑  Channel Markers (англ.). ISFDB. Дата обращения: 28 мая 2013. Архивировано 28 мая 2013 года.
191. ↑  Роберт Хайнлайн «Вехи». «Лаборатория фантастики». Дата обращения: 28 мая 2013. Архивировано 10 июня 2013 года.
192. ↑  The Notebooks of Lazarus Long (англ.). ISFDB. Дата обращения: 3 июня 2013. Архивировано 3 июня 2013 года.
193. ↑  The L-5 Society (англ.). ISFDB. Дата обращения: 3 июня 2013. Архивировано 3 июня 2013 года.
194. ↑  Spinoff (англ.). ISFDB. Дата обращения: 3 июня 2013. Архивировано 3 июня 2013 года.
195. ↑  Give Me Liberty (англ.). ISFDB. Дата обращения: 3 июня 2013. Архивировано 3 июня 2013 года.
196. ↑  How to Be a Survivor (англ.). ISFDB. Дата обращения: 3 июня 2013. Архивировано 3 июня 2013 года.
197. ↑  Роберт Хайнлайн «How to Be a Survivor: The Art of Staying Alive in the Atomic Age». «Лаборатория фантастики». Дата обращения: 3 июня 2013. Архивировано 8 июня 2013 года.
198. ↑  Inside Intourist (англ.). ISFDB. Дата обращения: 3 июня 2013. Архивировано 3 июня 2013 года.
199. ↑  Роберт Хайнлайн «Интурист» изнутри». «Лаборатория фантастики». Дата обращения: 3 июня 2013. Архивировано 9 июня 2013 года.
200. ↑  Larger Than Life: A Memoir in Tribute to Dr. Edward E. Smith (англ.). ISFDB. Дата обращения: 3 июня 2013. Архивировано 3 июня 2013 года.
201. ↑  Pie from the Sky (англ.). ISFDB. Дата обращения: 3 июня 2013. Архивировано 3 июня 2013 года.
202. ↑  Роберт Хайнлайн «Pie from the Sky». «Лаборатория фантастики». Дата обращения: 3 июня 2013. Архивировано 7 июня 2013 года.
203. ↑  The Happy Days Ahead (англ.). ISFDB. Дата обращения: 3 июня 2013. Архивировано 3 июня 2013 года.
204. ↑  The Last Days of the United States (англ.). ISFDB. Дата обращения: 3 июня 2013. Архивировано 3 июня 2013 года.
205. ↑  Роберт Хайнлайн «The Last Days of the United States». «Лаборатория фантастики». Дата обращения: 3 июня 2013. Архивировано 7 июня 2013 года.
206. ↑  The Good News of High Frontier (англ.). ISFDB. Дата обращения: 5 июня 2013. Архивировано 5 июня 2013 года.
207. ↑  Agape and Eros: The Art of Theodore Sturgeon (англ.). ISFDB. Дата обращения: 5 июня 2013. Архивировано 5 июня 2013 года.
208. ↑  This I Believe (англ.). ISFDB. Дата обращения: 5 июня 2013. Архивировано 5 июня 2013 года.
209. ↑  Robert A. Heinlein «Grumbles from the Grave». «Лаборатория фантастики». Дата обращения: 30 мая 2013. Архивировано 15 июля 2014 года.
210. ↑  Dance Session (англ.). ISFDB. Дата обращения: 7 июня 2013. Архивировано 7 июня 2013 года.
211. ↑  Роберт Хайнлайн «Dance Session». «Лаборатория фантастики». Дата обращения: 7 июня 2013. Архивировано 7 июня 2013 года.
212. ↑  The Witch's Daughters (англ.). ISFDB. Дата обращения: 7 июня 2013. Архивировано 7 июня 2013 года.
213. ↑  Роберт Хайнлайн «The Witch’s Daughters». «Лаборатория фантастики». Дата обращения: 7 июня 2013. Архивировано 8 июня 2013 года.
214. ↑  Grumbles from the Grave (англ.). ISFDB. Дата обращения: 6 июня 2013. Архивировано 6 июня 2013 года.
215. ↑  Роберт Хайнлайн «Grumbles from the Grave». «Лаборатория фантастики». Дата обращения: 6 июня 2013. Архивировано 8 июня 2013 года.
216. ↑  Guest of Honor Speech at the XIXth World Science Fiction Convention: Seattle, 1961 (англ.). ISFDB. Дата обращения: 5 июня 2013. Архивировано 5 июня 2013 года.
217. ↑  Guest of Honor Speech - Rio de Janeiro Movie Festival, 1969 (англ.). ISFDB. Дата обращения: 5 июня 2013. Архивировано 5 июня 2013 года.
218. ↑  Guest of Honor Speech at the XXXIVth World Science Fiction Convention, Kansas City, 1976 (англ.). ISFDB. Дата обращения: 5 июня 2013. Архивировано 5 июня 2013 года.
219. ↑  Tramp Royale (англ.). ISFDB. Дата обращения: 6 июня 2013. Архивировано 6 июня 2013 года.
220. ↑  Take Back Your Government (англ.). ISFDB. Дата обращения: 6 июня 2013. Архивировано 6 июня 2013 года.
221. ↑  Роберт Хайнлайн «Take Back Your Government!: A Practical Handbook for the Private Citizen Who Wants Democracy to Work». «Лаборатория фантастики». Дата обращения: 6 июня 2013. Архивировано 7 июня 2013 года.
222. ↑  If You Don't See It, Just Ask: Preview for Playboys (англ.). ISFDB. Дата обращения: 20 декабря 2013. Архивировано 14 ноября 2012 года.
223. 1 2 3 4 5 6 7 8 9 10 11 12 13 14  Project Moonbase and Others (англ.). ISFDB. Дата обращения: 14 июня 2013. Архивировано 14 июня 2013 года.
224. ↑  A Message to the Berkley Books Sales Force Concerning "The Cat Who Walks Through Walls" (англ.). ISFDB. Дата обращения: 20 декабря 2013. Архивировано 14 ноября 2012 года.
225. ↑  Foreword (Beyond Jupiter: The Worlds of the Grand Tour) (англ.). ISFDB. Дата обращения: 3 июня 2013. Архивировано 3 июня 2013 года.
226. ↑  The Heinlein Letters: Volume I (англ.). ISFDB. Дата обращения: 6 июня 2013. Архивировано 6 июня 2013 года.
227. ↑  The Heinlein Letters: Volume II (англ.). ISFDB. Дата обращения: 6 июня 2013. Архивировано 6 июня 2013 года.
228. ↑  The Heinlein Letters: Volume III (англ.). ISFDB. Дата обращения: 6 июня 2013. Архивировано 6 июня 2013 года.
229. ↑  The Man Who Sold the Moon (англ.). ISFDB. Дата обращения: 19 апреля 2013. Архивировано 20 апреля 2013 года.
230. ↑  Waldo and Magic, Inc. (англ.). ISFDB. Дата обращения: 19 апреля 2013. Архивировано 20 апреля 2013 года.
231. ↑  The Green Hills of Earth (англ.). ISFDB. Дата обращения: 19 апреля 2013. Архивировано 20 апреля 2013 года.
232. ↑  Assignment in Eternity (англ.). ISFDB. Дата обращения: 19 апреля 2013. Архивировано 20 апреля 2013 года.
233. ↑  Revolt in 2100 (англ.). ISFDB. Дата обращения: 19 апреля 2013. Архивировано 20 апреля 2013 года.
234. ↑  The Man Who Sold the Moon (англ.). ISFDB. Дата обращения: 19 апреля 2013. Архивировано 20 апреля 2013 года.
235. ↑  The Unpleasant Profession of Jonathan Hoag (англ.). ISFDB. Дата обращения: 19 апреля 2013. Архивировано 20 апреля 2013 года.
236. ↑  The Worlds of Robert A. Heinlein (англ.). ISFDB. Дата обращения: 19 апреля 2013. Архивировано 20 апреля 2013 года.
237. ↑  The Past Through Tomorrow (англ.). ISFDB. Дата обращения: 19 апреля 2013. Архивировано 20 апреля 2013 года.
238. ↑  Destination Moon (англ.). ISFDB. Дата обращения: 19 апреля 2013. Архивировано 20 апреля 2013 года.
239. ↑  Expanded Universe (англ.). ISFDB. Дата обращения: 19 апреля 2013. Архивировано 20 апреля 2013 года.
240. ↑  Publication Series The Virginia Edition - Bibliography (англ.). ISFDB. Дата обращения: 12 июня 2013. Архивировано 12 июня 2013 года.
241. ↑  As it was in the beginning... (англ.). Virginia edition updates (17 мая 2012). Дата обращения: 16 июня 2013. Архивировано 16 июня 2013 года.
242. ↑  Книжная серия «Миры...» издательства «Полярис». Миры Роберта Хайнлайна». «Лаборатория фантастики». Дата обращения: 12 июня 2013. Архивировано 7 июня 2013 года.
243. ↑  Книжная серия «с/с Роберта Хайнлайна». «Лаборатория фантастики». Дата обращения: 12 июня 2013. Архивировано 13 июня 2013 года.
244. ↑  Книжная серия «Отцы-Основатели. Отцы-Основатели (+ Легенды фантастики). Весь Хайнлайн». «Лаборатория фантастики». Дата обращения: 12 июня 2013. Архивировано 17 мая 2013 года.